# Carolus Rex
Carolus Rex is het zesde studioalbum van de Zweedse heavymetalband Sabaton. Het is het laatste album waarop gitaristen Oskar Montelius en Rikard Sundén, drummer Daniel Mullback en toetsenist Daniel Mÿhr meespeelden. Het album gaat over Karel XII van Zweden en leverde de groep een gouden plaat (meer dan 10.000 verkochte exemplaren) in Polen op en platina (meer dan 40.000 exemplaren verkocht) in Zweden.

## Tracklist
1. "Dominium Maris Baltici"
2. "The Lion From The North"
3. "Gott Mit Uns"
4. "A Lifetime of War"
5. "1648"
6. "The Carolean's Prayer"
7. "Carolus Rex"
8. "Killing Ground"
9. "Poltava"
10. "Long Live The King"
11. "Ruina Imperii"

Bonustracks:
1. "Twilight of the Thunder God" (Amon Amarth-cover)
2. "In the Army Now" (Bolland & Bolland-cover)
3. "Feuer Frei!" (Rammstein-cover)

Er is ook een versie beschikbaar waarop alle nummers in het Zweeds gezongen worden.

## Bezetting
- Joakim Brodén - zanger
- Rickard Sundén - gitaar
- Oskar Montelius - gitaar
- Pär Sundström - bassist
- Daniel Mullback - drummer
- Daniel Mÿhr - toetsenist